# 科莫鎮區 (密蘇里州新馬德里縣)
科莫鎮區（英語：Como Township）是位於美國密蘇里州新馬德里縣的一個行政鎮區。

## 地方資料
科莫鎮區的面積為297.77平方千米，當中陸地面積為296.85平方千米，而水域面積為0.92平方千米。根據2020年美國人口普查的數據，當地共有人口1370人，而人口密度為每平方千米4.6人。